# Embalsado
Se denomina embalsado a un tipo de isla flotante formado de manera natural en ambientes de agua dulce de la cuenca del Plata, en el centro de Sudamérica, bajo un clima tropical o subtropical. Constituye un hábitat particular para muchas especies de la biota terrestre e hidrófila, a la vez que desempeña un rol fundamental, durante las inundaciones excepcionales, en el transporte de numerosos organismos río abajo. 

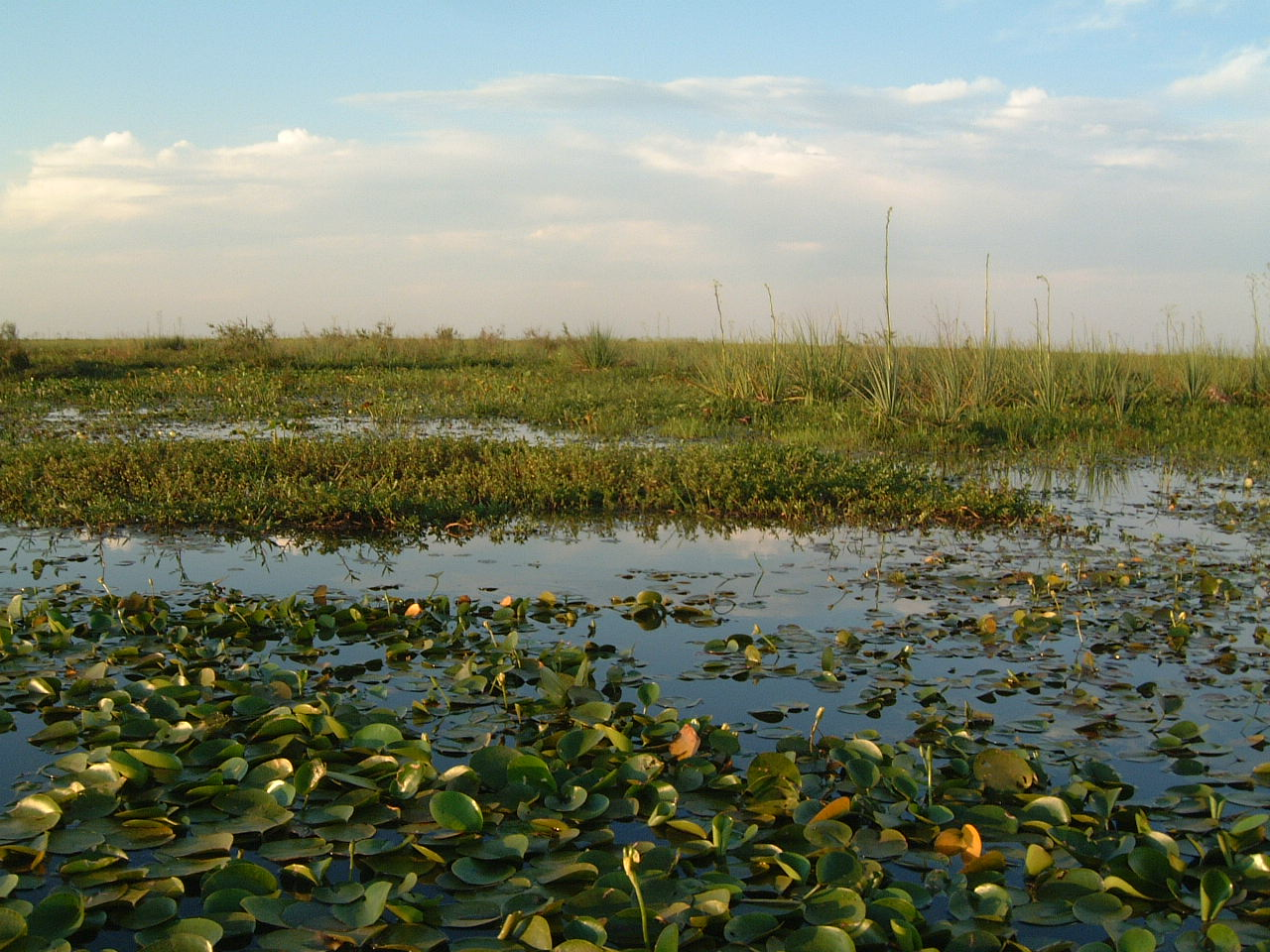
Esteros del Iberá. Detrás de las plantas acuáticas flotantes se observan embalsados.

## Denominación
El término “embalsado” es de amplio uso en los países de América del Sur en donde ocurre la formación de estas estructuras flotantes. No refiere al participio del verbo transitivo “embalsar” (Retener o acumular agua en una depresión del terreno o en un embalse) sino deriva de la palabra “balsa”, la cual define a una embarcación chata y muy expandida sobre la superficie del agua, es decir, de aspecto muy semejante a estas estructuras naturales.

## Características
El embalsado difiere notablemente de los tradicionales agrupamientos densos de plantas acuáticas, ya que en estos casos el agua es siempre visible desde arriba y nunca se llega a la consistencia necesaria para soportar el peso de varias personas o el crecimiento de árboles. Estos conjuntos de plantas acuáticas suelen formar un manto continuo en arroyos, ríos, esteros, lagunas, etc. Etapas iniciales de la asociación y durante grandes inundaciones, son arrastradas por las aguas y llegan a los grandes ríos, alcanzando el Río de la Plata, junto con ramas y troncos. En dichas ocasiones, si bien es llamado “embalsado” no corresponde al estadio final (el embalsado propiamente dicho), el cual presenta rasgos edáficos y biotópicos muy diferentes.
La sucesión que lleva a su formación comienza con heterogéneos conjuntos de vegetales acuáticos, pero se desencadena una progresión de fases posteriores, las que permiten que finalmente evolucione ese conjunto a un embalsado, etapa final y culminante de las distintas sucesiones vegetales que integran dicha hidrosere. Dependiendo del lugar donde se desarrolla, las especies intervinientes serán distintas. El embalsado es una gran masa flotante (si bien está sumergida casi por completo), la que está compuesta exclusivamente por detritus orgánicos vegetales o histosol, acumulación que posee un espesor de entre 60 y 150 cm, sobre la cual crece una densa vegetación hidrófila. La parte inferior de dicha masa no está en contacto con el suelo del humedal, sino con un espacio de aguas claras y libres de no menos de 80 cm, medida que es mayor en épocas de lluvias intensas, las que elevan el nivel de las aguas de la laguna y con ello la del propio embalsado flotante.

## Los embalsados de la cuenca del Plata
Si bien en toda la porción cálida de Sudamérica se registra la formación natural de islas flotantes (por ejemplo en Colombia), el embalsado que se describe es el que se presenta en aguas tranquilas correspondientes a la cuenca del Plata, ocurriendo desde la región del pantanal de Mato Grosso (en el centro de Brasil) por el norte hasta el frente de avance del delta del Paraná, por el sur.
Se registran embalsados en lagunas y madrejones de la cuenca del río Paraguay y en la cuenca media del río Paraná, prolongándose por el valle de inundación de este curso fluvial hasta algunos sectores del delta inferior. En la provincia del Chaco (nordeste argentino) el embalsado es típico de esteros y lagunas que no son frecuentemente alcanzados por las crecientes de los ríos, permitiendo su consolidación al través de muchos años. También se forman en algunos ríos y arroyos de escasa corriente y curso tortuoso.
En el Chaco oriental, un rol destacado en el comienzo de la formación lo desempeña, con sus raíces y residuos, Setaria magna, una gramínea de más de 2 m de alto.
Los embalsados mejor estudiados son los de la provincia argentina de Corrientes, entre los cuales se encuentran los del sistema del Iberá. Allí se han contabilizado 228 especies de plantas vasculares que crecen sobre embalsados. Estos forman una franja interpuesta entre la superficie despejada de las lagunas (hacia el centro) y las plantas palustres de los esteros (hacia los bordes del cuerpo de agua, cerca de la tierra firme). Los esteros están poblados por consociaciones que son reconocidas por la especie dominante: pehuajozales de Thalia geniculata y T. multiflora, pirizales (Cyperus giganteus), pajonales de pirí (Scirpus giganteus), totorales de Typha domingensis y T. latifolia, cataizales de Polygonum acuminatum y P. stelligerum, canutillares (Paspalum repens), achirales de Canna glauca y C. indica, etc. Todas estas especies suelen tener tallos cundidores y logran crecer en manchones sobre las primeras fases del desarrollo de los embalsados.

### Las fases de su formación

#### Primera etapa
El encadenamiento sucesional se inicia sobre la superficie de un cuerpo acuático léntico de aguas cálidas o templado-cálidas en sectores con profundidades que rondan los 150 cm o más. El comienzo es la aparición de una carpeta de hidrófitos natantes flotantes, especialmente un manto de lentejas de agua (Wolffia brasiliensis, Lemna minuta, L. valdiviana, Spirodela intermedia, Wolffiella lingulata, W. oblonga) y helechitos de agua (Azolla filiouloides, Salvinia biloba, S. minima y S. auriculata). Generalmente son acompañados por algunos ejemplares del “camalotal”, incluyendo plantas flotantes más robustas que poseen un acelerado crecimiento asexual gracias a tallos que producen rápidamente nuevas plantas, muchas gracias a la alimentación proporcionada por la planta madre que mantiene la unión, por lo que ayudan a generar el entramado base. Estas son los camalotes (Eichhornia crassipes y E. azurea), otros camalotes (Pontederia rotundifolia y P. subovata), repollitos (Pistia stratiotes), la cucharita del agua (Limnobium laevigatum), Utricularia gibba, Hymenachne amplexicaulis, Enydra anagallis, Alternanthera aquatica, Myriophyllum aquaticum, Phyllanthus fluitans, Ricciocarpus natans, etc. En esta etapa el viento puede disolver la protounión.

#### Segunda etapa
En la siguiente etapa, intervine una ciperácea que desempeña un rol clave: Oxycaryum cubense, la cual germina y comienza a crecer sobre las plantas flotantes. Sus raíces se van entrelazando con las hojas radiciformes sumergidas que posee Salvinia y con las raíces de los Eichhornia, formando así un entramado continuo que, como una red, retiene sobre sí la materia vegetal muerta (con fuerte proporción de tallos con aerénquima y rizomas), formando con esta un sustrato lodoso que permite la colonización de hierbas y gramíneas. Si bien la estructura sigue siendo floja (solo pueden caminar sobre ella aves acuáticas) su vegetación ya está estabilizada y unida, solo puede ser desarmada por acción de vientos fuertes.
Fase variante turbera
Algunas particulares condiciones ambientales, que se presentan en muy pocos embalsados, determinan que se formen verdaderas turberas subtropicales, como una etapa intermedia en la sucesión vegetal. Se desarrollan sobre alto contenido de materia orgánica pero reducida disponibilidad de nutrientes, debido a que la descomposición vegetal ocurre en un ambiente embebido en agua, bajo contenido de oxígeno y elevada acidez (pH inferior a 4). Estas turberas poseen abundancia de musgos Sphagnum (S. recurvum y S. perichaetiale), Syngonanthus caulescens, el helecho Osmunda cinnamomea, más otros helechos en sus bordes (Dryopteris gongylodes, D. rivularioides, Blechnum serrulatum, Pityrogramma calomelanos), Boehmeria cylindrica, etc.

#### Tercera etapa
Con cada año los restos muertos retenidos van aumentando (a los que se suma cierto aporte de polvo de origen eólico), lo que crea una carpeta cada vez más gruesa, de mayor firmeza y solidez. En esta tercera fase el grosor es de entre 50 y 70 cm, por lo que la consistencia permite soportar el peso de un ser humano, si bien con riesgo de hundirse en sectores menos densos o de espesor más reducido. El suelo ya permite el establecimiento de nuevas especies hidrófilas, muchas de ellas habitan normalmente en tierra más firme, permitiendo la formación de un denso cañaveral, con frútices, numerosas robustas herbáceas de humedales y un pastizal en el cual predominan las ciperáceas: son abundantes la cortadera (Rhynchospora corymbosa), la sombrilla (R. marisculus), R. tenuis, Cyperus haspan, C. brasiliensis, C. pohlii, C. entrerianus, Leersia hexandra y cañaverales de zaino (Fuirena robusta), telmatófito de un metro de altura, el cual forma grandes manchones puros (de un color verde oscuro brillante) o entremezclada con especies menores. También se observan gramíneas, como el pasto ilusión (Eragrostis lugens), el yahapé (Imperata brasiliensis), el carrizo (Panicum elephantipes), P. schwackeanum, canutillos (Paspalum fasciculatum y P. repens), la cola de zorro (Andropogon bicornis), el pirí-miní (Eleocharis elegans), E. radicans, E. plicarhachis, el capí-camalote (Hymenachne amplexicalulis), Pycreus megapotamicus, Syngonanthus caulescens, Sinningia)elatior, Eriocaulon magnum, Xyris jupicai, Barrosoa candolleana, Erechtites hieracifolius, Bacopa salzmannii, Lipocarcha, helechos (Thelypteris rivularioides, T. interrupta), orquídeas (Habenaria repens, H. parviflora, H. aranifera, Pelexia paludosa),  herbáceas menores como el agrial (Begonia cucullata), Sinningia elatior, Leandra australis, Hydrocotyle verticillata, Irlbachia alata, etc.; otras grandes, como Eryngium floribundum, Eupatorium laetevirens, Mayaca sellowiana, Ludwigia grandiflora, la cruz de Malta (L. peploides), L. sericea, etc. También se implantan enredaderas, como la campanilla (Ipomoea sobrevoluta), el porotillo (Vigna adenantha), la campanilla de bañado (Rhabdadenia ragonesei), la rosa de los esteros (R. madida), Mikania periplocifolia, M. cordifolia, Oxypetalum macrolepis, etc.

#### Cuarta etapa
En la siguiente etapa, la altura de los sedimentos retenidos permite el crecimiento de leñosas, arbustos, como el yuquerí (Mimosa pigra), Sesbania virgata, los algodonillos (Aeschynomene sensitiva y A. montevidensis), el sarandí blanco (Phyllanthus sellowianus) y el colorado (Cephalanthus glabratus) —este último es un estabilizador de los embalsados— y hasta árboles, como el ceibo rioplatense (Erythrina crista-galli var. crista-galli), el curupí (Sapium haematospermum), el sauce criollo o colorado (Salix humboldtiana), el ambay (Cecropia adenopus), el sangre de drago (Croton urucurana), etc. En esta etapa es posible caminar sobre él casi sin hundirse, por lo que la fauna terrestre que utiliza el embalsado aumenta en variedad, incluyendo zorros, felinos, cérvidos, etc.
Como su borde exterior está fuertemente asido por el pirizal y el totoral, la posición del embalsado queda normalmente fija. Por su ubicación expuesta, sufre la acción de los ocasionales vientos fuertes, que logran tumbar los árboles que con débil anclaje allí crecen, los que quedan con las raíces al aire y sus troncos incorporados al cuerpo del embalsado. Estos vientos también pueden romper secciones del embalsado (de hasta varios cientos de metros cuadrados), las que quedan flotando a la deriva en el cuerpo acuático donde se desarrollaron y son arrastradas hacia los grandes ríos durante las inundaciones.

#### Quinta etapa
En esta fase el embalsado adquiere su madurez, ya que el grosor del suelo alcanza los 150 cm; este se presenta como una esponja negra y compacta, la cual permite sostener el peso de muchos hombres juntos, que solo notan que no están en tierra firme por el oscilar del sustrato al caminar. El cañaveral es reemplazado por un denso pajonal compuesto por ciperáceas y hierbas más pequeñas y gramíneas de hojas más finas. Puede haber ojos de agua en algunos puntos y sectores de suelo menos grueso, los que son reconocidos por presentar manchones de Eriocaulon magnum.

#### Sexta etapa
El embalsado consolidado, continúa aumentando su altura hasta que se apoya en el lecho de la laguna, volviendo a flotar solo durante las grandes crecientes. Se han constatado embalsados maduros de una antigüedad de 1000 años, con suelos de entre 150 y 200 cm, con elevado contenido de materia orgánica (que puede llegar a rebasar el 80 %).
Con el tiempo, la vegetación del embalsado es dominada por leñosas, las que, con sus raíces y peso, finalmente logran fusionarlo completamente con el fondo, siendo en esos casos coadyuvante para la aceleración del ritmo del proceso de colmatación del cuerpo de agua, el cual termina de este modo transformándose en un bañado.

## El rol del embalsado en el transporte de biota
Los embalsados desempeñan un rol relevante en el flujo genético y avance poblacional de biota tropical y subtropical hacia latitudes más templadas, regulando los índices de biodiversidad costera de la porción inferior del río Paraná y del Río de la Plata, en una región próxima a la desembocadura de este enorme sistema fluvial.
En las inundaciones extraordinarias, que se presentan de manera cíclica cada cierta cantidad de años luego de la conjunción de atípicos eventos climatológicos de orden continental, las aguas de las lagunas y ríos se elevan a tal nivel que permiten el escape de embalsados en diversas fases de desarrollo, los que pasan a navegar a la deriva, arrastrados por la fuerza de la corriente, hasta alcanzar los grandes colectores fluviales (los ríos Paraguay y Paraná). Sobre los embalsados es transportada, de manera pasiva, elencos casi completos de biota de islas del Paraná medio y humedales y selvas del chaco húmedo, es decir gran parte de la biodiversidad que habitaba normalmente sobre los embalsados, a la cual se suman ejemplares de otras especies de tierra firme que, alcanzados por las aguas en sus últimos refugios terrestres, buscan auxilio en la flotabilidad de los embalsados. Semanas después, luego de un viaje de cientos o más de mil kilómetros, los embalsados quedan trabados en alguna bahía del curso del Paraná o incluso —especialmente las fases iniciales— logran alcanzar la sección inferior del mismo y el propio Río de la Plata (generando fenómenos de arribos masivos), descendiendo los animales que lograron sobrevivir a la larga travesía, arraigando los vegetales transportados, así como los frutos y semillas. A pesar del aumento latitudinal, el clima en el nuevo ambiente no difiere dramáticamente del que presentaba la zona de origen, ya que esas aguas, originadas en regiones cálidas de menores latitudes, aún retienen parte de ese calor, morigerando de este modo el rigor invernal, lo que permite que buena parte de la biota desplazada logre adaptarse y reproducirse. Los organismos más exigentes desde el punto de vista térmico, perecen en el primer invierno crudo, circunstancia matizada por el actual cambio climático global que aumenta los rasgos subtropicales del microclima ribereño.
Se creía que los embalsados propiamente dichos (es decir, las fases maduras y consolidadas) que bajaban por los ríos Paraguay y Paraná, quedaban atorados por la vegetación isleña de la porción media de este último, no pudiendo llegar a la sección deltaica ni al Río de la Plata, sin embargo, se comprobó que esto no es así, al detectarse llegadas de verdaderos embalsados a la costa bonaerense del Plata durante una gran inundación del Paraná. De este modo el sistema funciona como una eficaz ruta de dispersión biológica de tipo filtro, ya que por este medio son trasladados moluscos gasterópodos, anélidos, insectos, arácnidos, peces, anfibios, serpientes, yacarés, aves, mamíferos (roedores, monos, yaguares), etc.
Las poblaciones, alguna vez establecidas como resultado del viaje sobre estas isletas vegetales flotantes, forman una misma unidad evolutiva con las de las áreas fuente, gracias al frecuente flujo de genes desde estas; un ejemplo de ello es el ratón Oligoryzomys flavescens, un transmisor del virus Andes.